# Friedrich Emanuel von Hurter

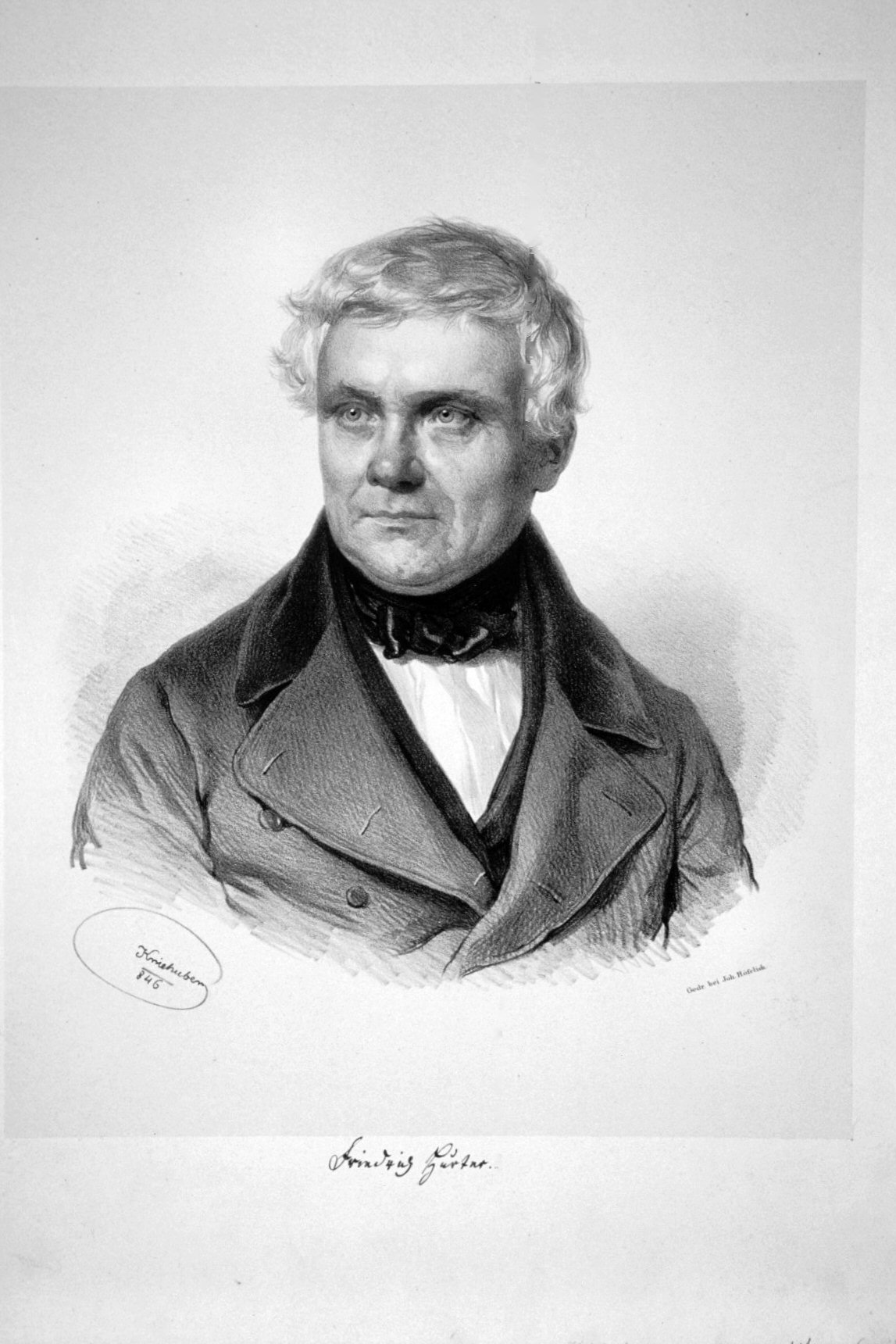
Friedrich Emanuel Hurter, Lithographie von Josef Kriehuber, 1846

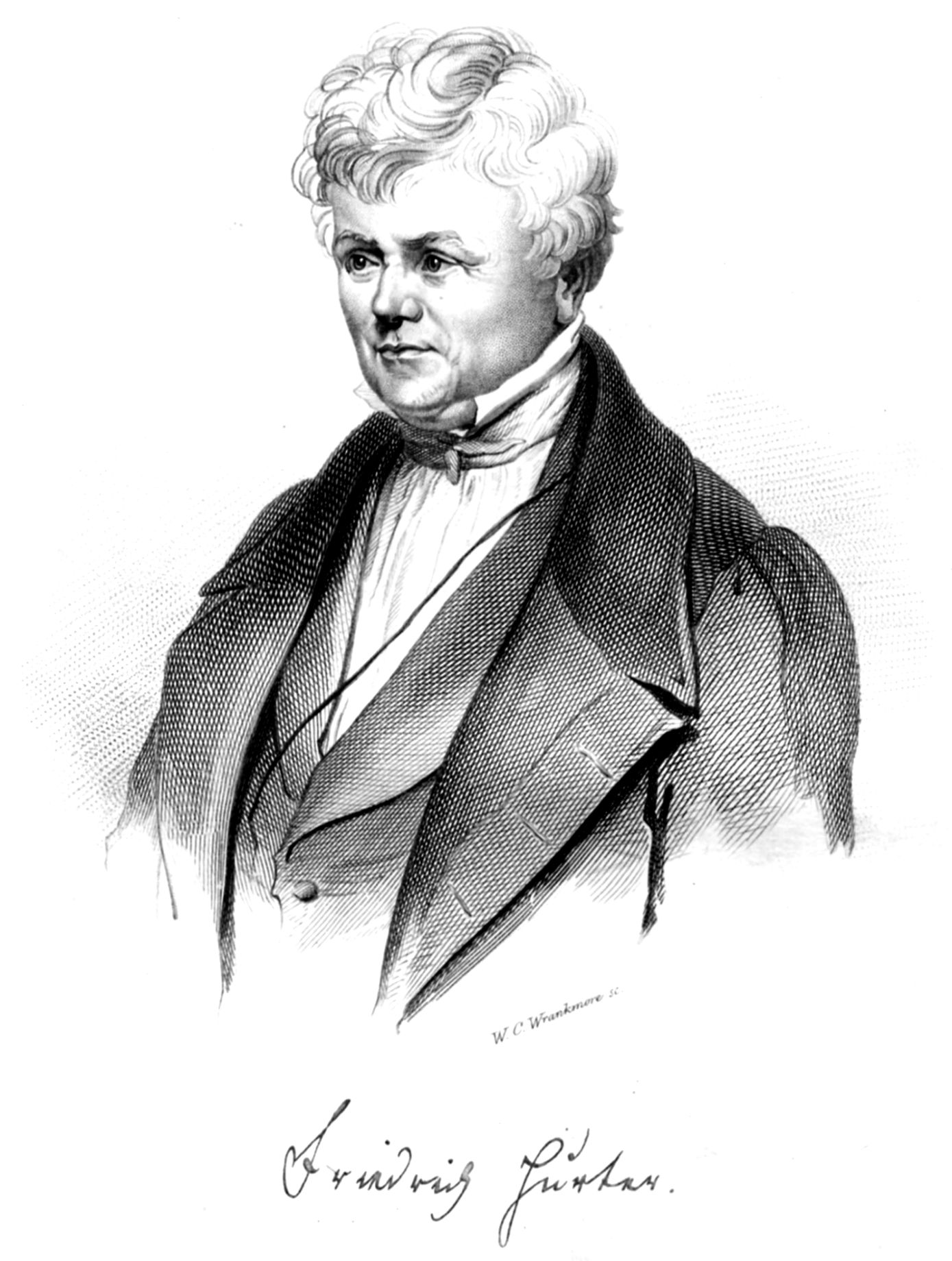
Friedrich Emanuel von Hurter

Friedrich Emanuel von Hurter (* 19. März 1787 in Schaffhausen, Schweiz; † 27. August 1865 in Graz, Österreich) war ein schweizerisch-österreichischer Historiker und Theologe.

## Leben und Wirken
Friedrich Emanuel von Hurter studierte an der Georg-August-Universität Göttingen Theologie und Geschichte, wurde 1824 Pfarrer und 1835 Antistes zu Schaffhausen. Sein Buch Geschichte des Papstes Innozenz III. und seiner Zeitgenossen (Hamburg 1834–42, vier Bände) sowie sein vertrauter Verkehr mit den eifrigsten Ultramontanen, z. B. Johann Joseph von Görres und Carl Ernst Jarcke, bewirkten, dass seine Amtsbrüder in Schaffhausen von ihm eine Erklärung über seine Stellung zur reformierten Kirche verlangten.
Infolge der daraus entstandenen Aufsehen erregenden Streitigkeiten (vgl. seine Verteidigungsschrift Der Antistes Hurter und seine sogen. Amtsbrüder, Schaffhausen 1840) legte er 1841 sein Amt nieder, konvertierte am 21. Juni 1844 in Rom zur römisch-katholischen Kirche und wurde 1846 als k. k. Hofrat und Historiograph nach Wien berufen.
Politischer Umtriebe verdächtig, verlor er zwar 1848 diese Stelle, erhielt sie jedoch 1849 wieder übertragen und ward noch in demselben Jahr in den Adelsstand erhoben. Er starb am 27. August 1865 in Graz. Er ist dort auf dem St.-Leonhard-Friedhof beigesetzt.
Außer der oben erwähnten Schrift und den Denkwürdigkeiten aus dem letzten Dezennium des 18. Jahrhunderts (1840) ist besonders seine Autobiografie Geburt und Wiedergeburt. Erinnerungen aus meinem Leben hervorzuheben.
Außerdem verfasste er:  
- Geschichte Kaiser Ferdinands II. und seiner Eltern (Schaffhausen 1850–64, 11 Bände)
- Philipp Lang, Kammerdiener Rudolfs II.  (1851)
- Zur Geschichte Wallensteins (1855)
- Wallensteins vier letzte Lebensjahre (Wien 1862).

Seine katholisierenden Tendenzen traten besonders in den von ihm noch als protestantischem Geistlichen verfassten Schriften:
- Ausflug nach Wien und Preßburg (1840, 2 Bde.) und
- Die Befeindung der katholischen Kirche in der Schweiz (1840, Nachträge dazu 1843) hervor.

1847 wurde er als assoziiertes Mitglied (Élu associé) in die Académie royale des Sciences, des Lettres et des Beaux-Arts de Belgique aufgenommen.